# NGC 4944
NGC 4944 ist eine 12,9 mag helle Galaxie vom Hubble-Typ S0-a im Sternbild Haar der Berenike am Nordsternhimmel. Sie ist schätzungsweise 313 Millionen Lichtjahre von der Milchstraße entfernt und hat einen Durchmesser von etwa 130.000 Lj.
Im selben Himmelsareal befinden sich u. a. die Galaxien NGC 4934, NGC 4943, IC 4111, IC 4133.
Die Typ-Ia-Supernova SN 1973F wurde hier beobachtet.
Das Objekt wurde am 11. April 1785 von Wilhelm Herschel mit einem 18,7-Zoll-Spiegelteleskop entdeckt, der sie dabei mit „F, S“ beschrieb.